# GUS (architectuur)
GUS is een Belgisch atelier voor architectuur en stadsplanning dat zich toelegt op stedelijke bouw- en renovatieprojecten die tot doel hebben de stadsvlucht tegen te gaan en de sociale cohesie te versterken.

## Biografie
GUS werd in 1972 in Brussel opgericht door Danny Graux, François Terlinden en Georges Vanhamme, drie architecten-stedenbouwkundigen van La Cambre (1965-67) die meewerkten aan het project Louvain-la-Neuve (Groupe Urbanisme Architecture, 1969-72).